# Арди, Флориан
Флориан Арди (фр. Florian Hardy; 8 февраля 1985, Нант, Франция) — французский профессиональный хоккеист, вратарь клуба «Анже». Игрок сборной Франции по хоккею с шайбой.

## Биография
Флориан Арди — воспитанник хоккейного клуба «Нант». В 2005 году подписал контракт с клубом высшей французской лиги «Анжер». Во французском чемпионате выступал за «Анжер», «Морзин-Авориаз», «Шамони» и «Дижон». В 2009 году впервые был вызван в сборную Франции. В 2013 году дебютировал на чемпионате мира. Сезон 2014/15 провёл в немецком клубе «Мюнхен». В 2015 году перешёл в австрийский клуб «Дорнбирн».